# Уильям Керр, 4-й маркиз Лотиан
Генерал Уильям Генри Керр, 4-й маркиз Лотиан (англ. William Kerr, 4th Marquess of Lothian; 1710 — 12 апреля 1775) — шотландский дворянин, британский военный и политик. Он был известен как мастер Джедбург с 1710 по 1722 год, лорд Джедбург с 1722 по 1735 год и граф Анкрам с 1735 по 1767 год. В качестве графа Анкрама он отличился во время Войны за австрийское наследство.

## Биография
Родился в 1710 году. Старший сын Уильяма Керра, 3-го маркиза Лотиана (ок. 1690—1767), и Маргарет Николсон (? — 1759), дочери сэра Томаса Николсона, 1-го баронета, и Маргарет Николсон.
Граф Анкрам был произведен в корнеты в 1735 году. Он был капитаном 31-го пехотного полка в 1739 году и переведен в качестве такового в 1-й пехотный гвардейский полк в 1741 году. Он сражался вместе с гвардейцами в битве при Фонтенуа (1745), служил адъютантом герцога Камберленда, и был ранен во время битвы. Впоследствии он был назначен адъютантом короля и полковником. В том же году он был назначен подполковником драгунского полка лорда Марка Керра и командовал кавалерией на левом фланге в битве при Каллодене в 1746 году (его младший брат, лорд Роберт Керр, был в пехоте и был самой высокопоставленной правительственной жертвой в бою). После битвы он командовал войсками в Абердине до августа, а затем вернулся на континент с герцогом Камберлендом в декабре.
Граф Анкрам был отправлен домой со стандартами, взятыми в битве при Лауфельде . 1 декабря 1747 году он сменил Дэниэла Хафтона как полковник 24-го пехотного полка. 11 декабря 1747 года при содействии своего шурина Роберта Дарси, 4-го графа Холдернесса, он был избран в Палату общин от Ричмонда, где занял место сэра Коньерса Дарси, который был избран в парламент от Йоркшира.
В 1752 году граф Анкрам был назначен полковником 11-го драгунского полка после своего двоюродного дедушки лорда Марка Керра. В 1758 году он был произведен в чин генерал-лейтенанта и командовал войсками герцога Мальборо во время налета на Сен-Мало.
Граф Анкрам последовал за своим старым командиром герцогом Камберлендом в политику и вместе с ним поддержал Питта и его оппозицию переговорам по Парижскому договору. В то время как политическое положение Анкрама было подорвано в 1762 году, когда его шурин, лорд Холдернесс, продал свою долю в районе Ричмонд. Генри Фокс и лорд Шелберн прилагали усилия, чтобы убедить его покинуть Палату общин до голосования по предварительным переговорам о мире без вмешательства Камберленда. Граф Анкрам проголосовал против предварительных выборов 9 декабря, пропустив сообщение от герцога Камберленда, в котором ему предписывалось не делать этого; в конечном счете, в 1763 году он принял Чилтерн-Хандредс, приняв, по словам герцога Ньюкасла, 4000 фунтов стерлингов за это.
28 июля 1767 года после смерти своего отца Уильям Керр унаследовал титул 4-го маркиза Лотиана и остальные родовые титулы. Он был избран пэром-представителем Шотландии и назначен рыцарем Ордена Чертополоха в 1768 году. Он был произведен в генералы в 1770 году и умер в 1775 году в Бате, графство Сомерсет.

## Семья
6 ноября 1735 года в Вестминстере (Лондон) Уильям Керр женился на леди Кэролайн Луизе Дарси (? — 15 ноября 1778), дочери Роберта Дарси, 3-го графа Холдернесса (1681—1721), и леди Фредерики Сюзанны Шомберг. У супругов было трое детей:
- Уильям Джон Керр, 5-й маркиз Лотиан (13 марта 1737 — 4 января 1815), сын и преемник отца
- Леди Луиза Керр (18 октября 1739—1830)[12], в 1759 году вышла замуж за лорда Джорджа Генри Леннокса (1738—1805), четверо детей
- Леди Вильгельмина Эмилия Керр (1759 — ?), муж с 1783 года полковник сэр Джон Ангус Маклеод (1752—1833), у них было пять дочерей и четыре сына.

## Титулатура
- 4-й маркиз Лотиан (с 28 июля 1767)
- 5-й граф Лотиан (с 28 июля 1767)
- 4-й граф Анкрам (с 28 июля 1767)
- 6-й граф Анкрам (с 28 июля 1767)
- 4-й виконт Бриен (с 28 июля 1767)
- 5-й лорд Кер из Ньюбаттла (с 28 июля 1767)
- 4-й лорд Керр из Ньюбаттла, Окснэма, Джедбурга, Долфинстоуна и Нисбета (с 28 июля 1767)
- 6-й лорд Керр из Нисбета, Лангньютоуна и Долфинстоуна (с 28 июля 1767)
- 7-й лорд Джедбург (с 28 июля 1767)